# Fatalisme

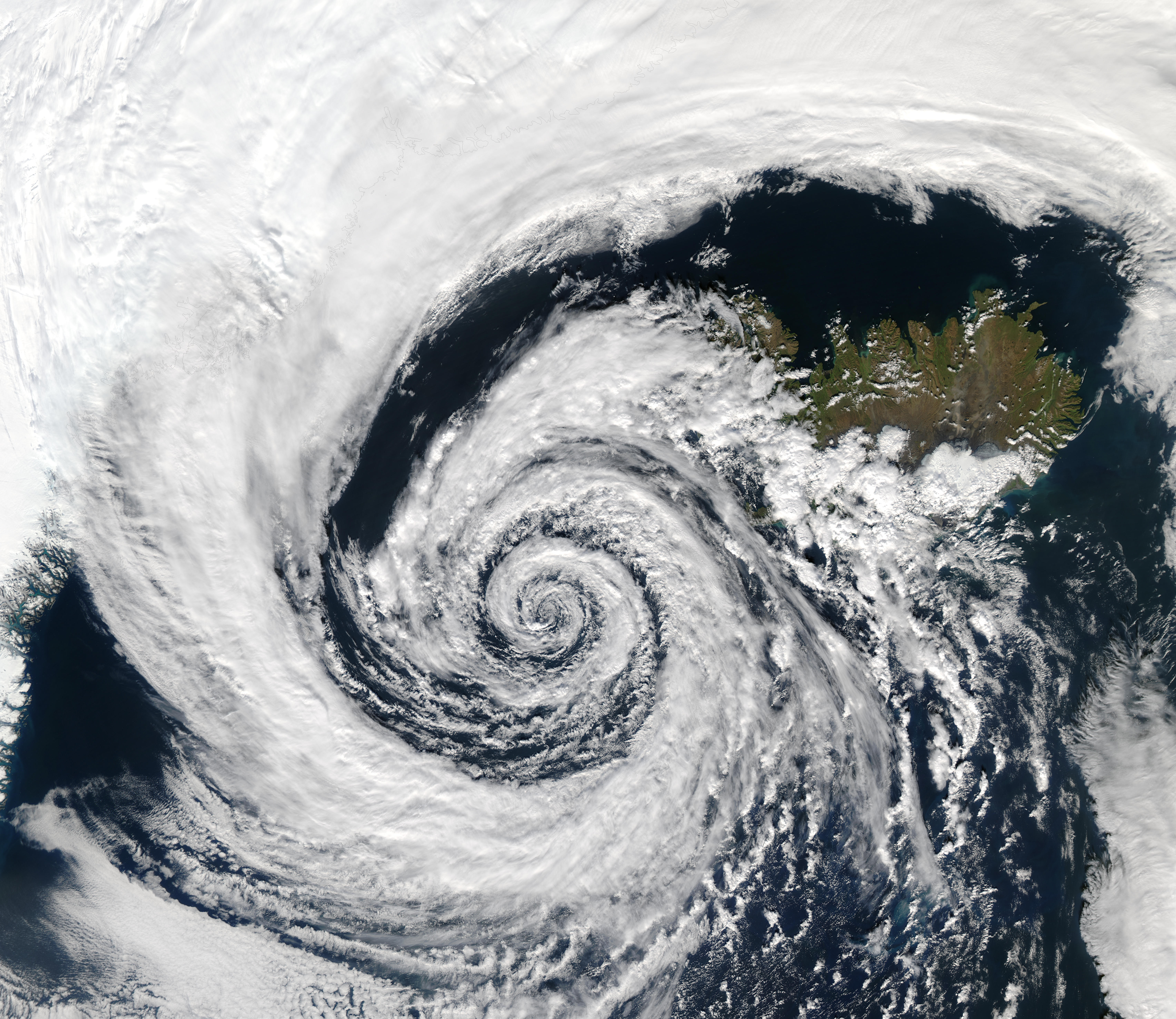
Le mouvement des phénomènes naturels comme modèle de fatalité.

Le fatalisme (mot formé à partir du latin fatum : le « destin ») est une doctrine selon laquelle le monde dans son ensemble, et l'existence humaine en particulier, suivent une marche inéluctable (fatalité), où le cours des événements échappe à la volonté humaine. De ce point de vue, le destin serait fixé d’avance par une puissance supérieure aux êtres humains, qui peut être Dieu, ou bien la nécessité naturelle, ou encore les lois gouvernant l’histoire.
Au sens strict philosophique et théologique, la notion de fatalisme nie la liberté de choix de l’homme : cela devait et cela doit arriver. Dans un sens élargi, psychologique et littéraire, le fatalisme peut désigner aussi une attitude ponctuelle, à savoir le défaitisme ou le pessimisme de celui qui, se sentant voué à l'échec, remet son existence à la main du destin qu'il laisse suivre son cours, abandonnant le combat et l'adversité selon l'inclinaison de sa volonté subissant un découragement.

## La connotation négative du fatalisme
La croyance religieuse au destin est au cœur de nombreux cultes. La notion de «fatalisme» a pu être employée pour les critiquer, elle revêt en effet généralement une connotation négative, que ce soit dans la langue commune ou dans la culture philosophique.

### Fatalisme de Confucius
Confucius semble assez favorable au fatalisme. Dans ses Entretiens (XIV, 36), il déclare ceci : « Tout dépend de la destinée ». Aussi il a été critiqué par les moïstes (les partisans de Mozi), qui dénoncent son aspect démobilisateur : « Comment savons-nous que le fatalisme est la Voie des tyrans ? Dans le passé, les gens pauvres étaient empressés pour boire et manger mais paresseux au travail. … Ils disaient inévitablement : 'C'est mon destin inéluctable que de rester pauvre.' Les rois tyrans du temps passé ne restreignaient pas les plaisirs de leurs sens ni les intentions retorses de leur cœur, ils n'écoutaient pas l'avis de leurs parents. Cela menait à la perte de leur pays et au renversement de leur gouvernement ».

### Fatalisme en Inde
Les textes bouddhiques signalent parmi six maîtres religieux réputés du temps du Bouddha : Makkhali Gosala, né en 484 av. J.-C., maître de l'école Âjîvika. Il défend le fatalisme (niyativâda) : pour lui, les événements sont prédéterminés par le destin, les actions n'ont aucun effet, qu'elles soient bonnes ou mauvaises, aucun effort de dévotion ou aucune pratique religieuse ne peut les modifier, on atteint la délivrance automatiquement une fois le cours de l'existence épuisé. Le Bouddha le critique sévèrement.

### Fatalisme musulman
On parle souvent du fatalisme musulman, en ce sens que l’islam affirme la détermination inconditionnelle du devenir par la volonté de Dieu. Dans la IIIe sourate du Coran, Mahomet exhortait ses fidèles au djihad, à la suite du revers militaire passager, mais cuisant, subi à Uhud en 625 apr. J.-C. et à la démoralisation qui en résulta parmi ses partisans. Aux défaitistes qui affirmaient que « les nôtres n’auraient pas été tués ici s’ils nous avaient écoutés », le Coran répond que l’heure de notre mort est inconditionnellement fixée par Dieu de sorte que nous mourons à l’heure dite, quoi que nous ayons fait, que nous soyons restés chez nous ou que nous ayons livré bataille. Notre sort est fixé indépendamment de nos efforts et de notre activité.
Tel est le dogme fondamental du fatalisme musulman, que Diderot résumait ainsi dans une lettre à Sophie Volland de 1759 : Mahomet « prêcha le dogme de la fatalité, qui inspire l'audace et le mépris de la mort ; le péril étant, aux yeux du fataliste, le même pour celui qui manie le fer sur un champ de bataille et pour celui qui repose dans un lit ; l'instant de périr étant irrévocable, et toute prudence humaine étant vaine devant l'Éternel qui a enchaîné toutes choses d'un lien que sa volonté même ne peut ni resserrer ni relâcher ».
Voir aussi Qadar

### Critiques chrétiennes
Le fatalisme musulman a été critiqué par le christianisme au nom de la conception du libre arbitre résumée en particulier par Thomas d'Aquin dans la Somme théologique et dans De malo.
La doctrine - qui était, comme l’a noté Diderot, destinée à encourager la bravoure et l’action du croyant - fut au contraire taxée d’incliner à la paresse, à la résignation et à l'incurie, car à quoi bon éviter le danger si mon sort est déjà écrit ? Dans la culture chrétienne, dominée par la conviction de la liberté de l’homme et de sa capacité à maîtriser le cours des événements, la notion de fatalisme a acquis une connotation profondément négative. Dans le vocabulaire courant, elle désigne l’attitude tout à la fois passive et paresseuse qui consiste à se résigner à un sort que l’on pourrait aisément éviter en agissant avec énergie et volonté. Le fatalisme s’opposerait donc au volontarisme.
On notera cependant qu'il a existé à l'intérieur du catholicisme au moins un courant qui pourrait se rapprocher partiellement du fatalisme, à savoir le jansénisme professant l'impossibilité pour l'homme de se libérer de sa tentation pour le mal par ses propres forces : seule la grâce divine peut l'en délivrer. C'est une vision partagée aujourd’hui par une partie du protestantisme.

### Critique philosophique: fatalisme et déterminisme
Dans l'Antiquité Platon n'est pas fataliste. À la différence des stoïciens il distingue hasard, liberté, destin, nécessité, dans le mythe d'Er de La République. De même, Aristote, Épicure ou encore Carnéade se sont opposés aux doctrines qui attribuent un caractère nécessaire au cours des événements.
Depuis le XIXe siècle, la notion de fatalisme revêt également une connotation péjorative dans la culture philosophique, qui l’oppose à la notion de déterminisme comme une croyance superstitieuse à une idée scientifique.
Le déterminisme désigne la détermination conditionnelle des événements en vertu du principe de causalité, qui fait que le conséquent se produira nécessairement dès lors que son antécédent est effectif : si A (la cause) se réalise, alors B (l'effet) se réalisera. Selon ce courant de la culture philosophique occidentale, le déterminisme laisse subsister tant la possibilité d'un pouvoir de la raison (le devenir est gouverné par un principe intelligible) que l’action (le conséquent n’est nécessaire que si l’antécédent l’est également : en empêchant la réalisation de celui-ci, je puis empêcher la réalisation de celui-là).
Le fatalisme désignerait quant à lui la détermination inconditionnelle du devenir, qui fait que l’événement B se produira nécessairement, quel que soit son antécédent, thèse qui exclurait tant la raison (le devenir deviendrait incompréhensible) que l’action (à quoi bon s’efforcer d’éviter l’inévitable ?). Sartre écrivait ainsi (L'Être et le Néant) :

« On a même pu affirmer que le déterminisme, si on se gardait de le confondre avec le fatalisme, était plus humain que la théorie du libre arbitre : si, en effet, il met en relief le conditionnement rigoureux de nos actes, au moins donne-t-il la raison de chacun d’eux et, s’il se limite rigoureusement au psychique, s’il renonce à chercher un conditionnement dans l’ensemble de l’univers, il montre que la liaison de nos actes est en nous-mêmes : nous agissons comme nous sommes et nos actes contribuent à nous faire. »

Néanmoins, Sartre n'adhère pas à la théorie déterministe qu'il juge insuffisante pour rendre compte de la liberté humaine. De nombreux philosophes modernes (comme Bergson, K. Popper, R Chisholm) ont adopté des doctrines opposées au déterminisme, car ils tenaient cette position comme tout aussi incompatible avec le libre arbitre que l'ancienne idée de destin.
Si le fatalisme est aujourd’hui négativement connoté, il n’en a pas toujours été ainsi. De grands systèmes philosophiques se sont revendiqués d’un fatalisme fondé en raison et n’excluant pas l’action humaine : on pense au premier chef à l'école stoïcienne de l'Antiquité (fatalisme ancien) et au matérialisme des philosophes français des Lumières (fatalisme moderne).

## Le fatalisme ancien

### Le fatalisme logique de l'école de Mégare
L’école mégarique a développé une doctrine que l'on peut qualifier de fatalisme logique. Celle-ci introduit l’idée d’une nécessité du cours événements, nécessité comprise au sens modal, et non seulement comme une force supérieure contraignante, comme cela était le cas dans la langue poétique et dans les représentations mythologiques du destin.

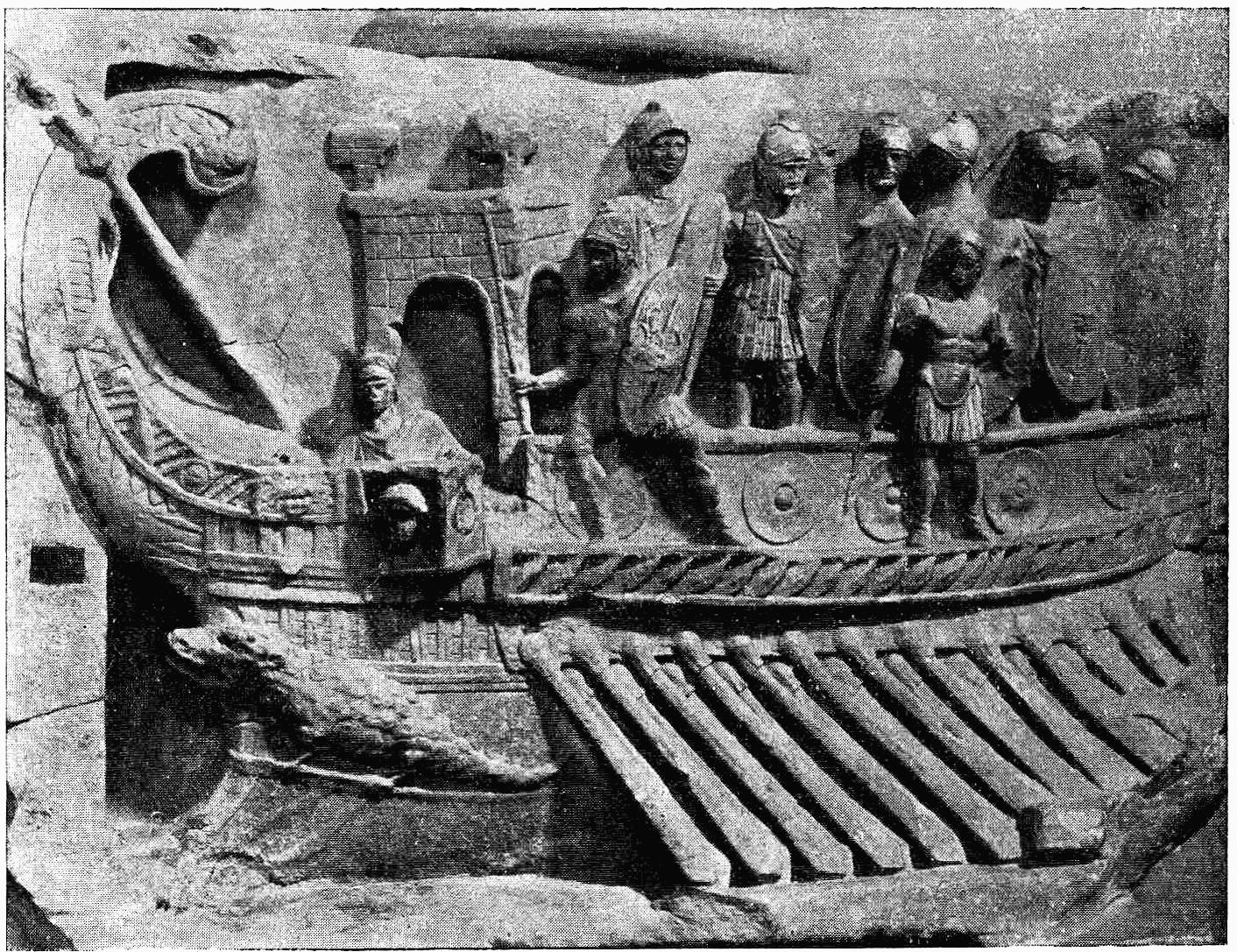
"Une bataille navale aura lieu demain" (Birème romaine dans le temple de la Fortuna Primigenia de Palestrina, environ 120 av. J.-C.)

Aristote, au chapitre 9 de De l’interprétation donne un aperçu des arguments qui fondaient alors cette position nécessitariste : on admet que les affirmations concernant les événements particuliers futurs sont contingentes, c’est-à-dire qu’elles peuvent être vraies ou fausses, à la différence de celles qui portent sur le passé ou le présent qui échappent à nos choix (on ne peut pas faire que Socrate ne soit pas mort à Athènes). Or, si à un moment donné, deux personnes font deux prédictions contraires sur un événement futur (« une bataille aura/ n’aura pas lieu demain »), il est nécessaire, en vertu du principe du tiers exclu, que l’une dise le vrai et l’autre le faux. La proposition disant le vrai est vraie pour toutes les portions du temps avant la survenue de l’événement, donc, à aucun moment, la proposition alternative n’aura été possible. Aristote rejette cette conclusion comme absurde et considère que l’on ne peut pas conclure de la nécessité de l’alternative à la nécessité d’une de ses branches, il y aurait un sophisme dans la distribution des modalités.
Épictète dans ses Entretiens (II, XIX) donne une formulation plus détaillée de cet « argument dominateur » (en grec, ὁ κυριεύων λόγος / ho kurieúōn lógos) formé par Diodore Cronos pour montrer l'impossibilité des futurs contingents. Celui-ci consiste à montrer que parmi les trois propositions suivantes, une est logiquement incompatible avec les deux autres :
1. « Toute proposition vraie concernant le passé est nécessaire. »
2. « L'impossible ne suit pas logiquement du possible. »
3. « Il y a quelque chose de possible qui n'est pas actuellement vrai ni ne le sera »[7]

La reconstitution exacte du raisonnement a fait l'objet de nombreux débats et de plusieurs formalisations. Pour donner une idée générale de la pensée de Diodore, on peut schématiser l'argument comme suit. Le passé étant irrévocable, ce qui est vrai le concernant ne peut devenir faux et les propositions qui l'énoncent sont, de ce fait, nécessaires ("Socrate est mort à Athènes" ne peut pas être fausse), réciproquement, la négation d'une proposition vraie portant sur le passé est impossible ("Socrate a fui Athènes" est aujourd'hui impossible). La notion de possible implique, quant à elle, qu'une proposition qui n'est pas vraie, à un instant donné, pourrait l'être ("Socrate va fuir Athènes" est possible avant l'exécution de celui-ci). Si cette proposition n'est jamais réalisée, elle est alors fausse pour tous les instants du temps, elle doit donc être tenue pour impossible ("Socrate a fui Athènes" n'a jamais été vraie et ne le sera jamais). Il faut donc en conclure, selon Diodore, que l'on ne peut pas qualifier de possible quelque chose qui n'est jamais réalisé car, dans ce cas, quelque chose d'impossible ("Socrate a fui Athènes") découlerait de quelque chose de possible ("Socrate va fuir Athènes").
La solution de Diodore consiste à nier la troisième prémisse, le possible, pour lui, se définit donc comme ce qui est ou sera vrai. Il ne nie donc pas l'idée de possibilité mais il la réduit à ce qui est ou sera effectivement, dès lors il n'existe qu'un seul cours possible des événements qui, lorsqu'il est réalisé, s'avère nécessaire.
Le fatalisme logique a joué un rôle dans la formation du Stoïcisme dans la mesure où Zénon de Kition fut l'élève de Diodore. De plus, comme le note Épictète, les autres fondateurs du stoïcisme ont défini leur conception des modalités et du destin par rapport à l'argument de Diodore, Cléanthe en rejetant la première prémisse et Chrysippe la deuxième.

### Épicure critique du "destin des physiciens"
Épicure dans la Lettre à Ménécée (134) critique une autre conception du fatalisme qu'il appelle le « destin des physiciens » et qu'il juge pire que les superstitions mythologiques. Un fragment de son De la Nature (34, 26-30) montre qu'il dénonce par là une dérive de la physique démocritéenne (dont il se réclame par ailleurs) qui consiste à nier l’idée de responsabilité en affirmant que nos choix découlent du mouvement des atomes qui nous composent.
On comprend que, si les mouvements des atomes sont nécessaires, les actions des créatures naturelles qu’ils composent doivent l’être aussi, ce qui revient à nier la maîtrise qu’elles pourraient avoir sur leurs actions. Cette conclusion, pour Épicure sape les fondements de l’éthique et de la tranquillité de l’âme. La solution épicurienne procède en trois points : 1- elle nie le caractère nécessaire de tous les mouvements naturels en admettant une « déclinaison » (parenklisis/clinamen) dans la trajectoire des atomes ; 2- elle admet une efficacité causale des propriétés macroscopiques 3- elle attribue à l’âme une responsabilité sur ses propres inclinaisons par le biais de ses choix passés.
La doctrine épicurienne peut paraître particulièrement moderne dans la mesure où elle tente de concilier une approche matérialiste avec l’existence de propriétés mentales émergentes. Néanmoins, elle a fait l'objet de nombreuses attaques dès l'Antiquité car elle semblait bafouer le principe de bivalence ainsi que celui de causalité.

### L’école stoïcienne et ses critiques

#### Lefatum stoicum, expression de laRaison

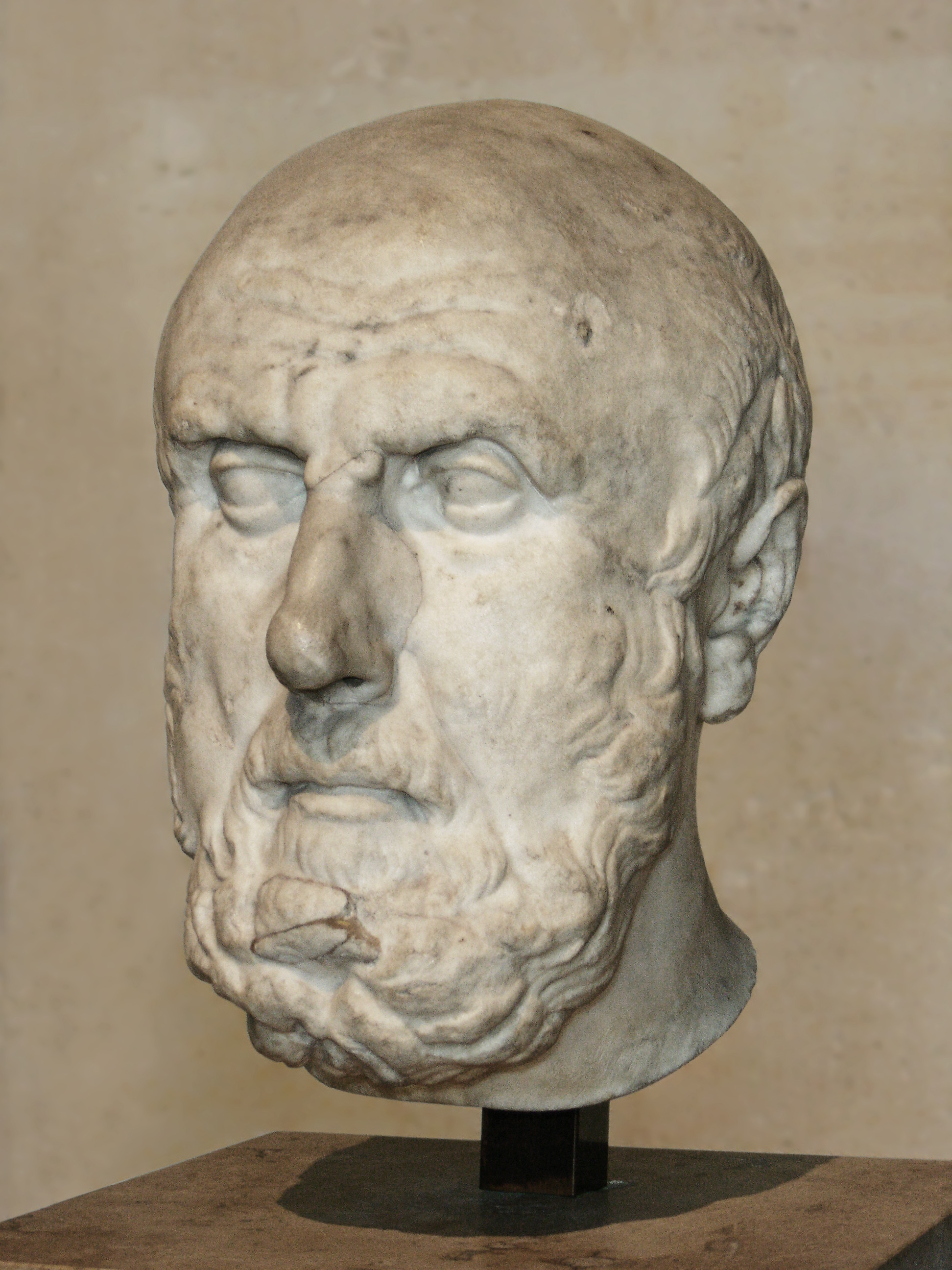
Chrysippe

La doctrine stoïcienne a donné une importance centrale au destin, elle a aussi proposé une conception de celui-ci bien différente des représentations qui en avait été forgées dans la mythologie. Par certains aspects, notamment par son insistance sur l'existence de causes pour chaque détail des événements, la croyance au destin des stoïciens préfigure ce que sera le déterminisme moderne.
Toutes choses ont lieu selon le destin ; ainsi parlent Chrysippe au traité Du destin, Posidonios au deuxième livre Du destin, Zénon et Boéthos de Sidon au premier livre Du destin. Le fatum stoicum n’est pas une puissance irrationnelle, mais l’expression de l’ordre imprimé par la Raison — le Logos — à l’univers (Cosmos) : « le destin est la cause séquentielle des êtres ou bien la raison qui préside à l'administration du monde ». C’est donc un principe qui relève moins de la religion que de la science et de la philosophie.
Le destin est la chaîne causale des événements : bien loin d'exclure le principe de causalité, il le suppose dans son essence même. Cicéron l’écrit bien dans son traité De la divination :

« J'appelle destin (fatum) ce que les Grecs appellent heimarménè, c'est-à-dire l'ordre et la série des causes, quand une cause liée à une autre produit d'elle-même un effet. (…) On comprend dès lors que le destin n'est pas ce qu'entend la superstition, mais ce que dit la science, à savoir la cause éternelle des choses, en vertu de laquelle les faits passés sont arrivés, les présents arrivent et les futurs doivent arriver. »

#### Les arguments antifatalistes
Si de nombreux philosophes anciens acceptaient l'idée d'un ordre causal rationnel de la nature, l’affirmation stoïcienne d'un destin à la fois universel et nécessaire (« toutes choses arrivent selon le destin ») a soulevé de nombreuses objections de la part de toutes les écoles philosophiques de l'Antiquité, comme en témoignent les nombreux traités Péri eirmarménès/De Fato qui se sont succédé de Cicéron à Plotin, en passant par Alexandre d'Aphrodise.

##### L’argument paresseux
Les écoles opposées au stoïcisme cherchèrent à réfuter le fatum stoicum en l’opposant à la thèse fondamentale de la morale antique, affirmée par toutes les écoles philosophiques, y compris le Portique : « certaines choses dépendent de nous ». Comment « toutes choses pourraient-elles dépendre du destin » dès lors que certaines d’entre elles sont en notre pouvoir ? L’universalité du fatum n’implique-t-elle pas l’impossibilité pour l’homme d’agir ? Ne conduit-elle pas dès lors à la paresse et à l’immoralité ? À la paresse : tel est le sens du fameux argument paresseux (argos logos en grec ou ignaua ratio en latin), que Cicéron résume vigoureusement :

« Si ton destin est de guérir de cette maladie, tu guériras que tu aies appelé ou non le médecin ; de même, si ton destin est de n'en pas guérir, tu ne guériras pas que tu aies appelé ou non le médecin ; or ton destin est l'un ou l'autre ; il ne convient donc pas d'appeler le médecin. »

— Cicéron, Traité du destin, XII
La même idée sera reprise par Leibniz, dans son Sophisme du Paresseux.

##### L’argument moral
Mais le fatalisme stoïcien inclinerait également à l’immoralité en niant la responsabilité humaine. Si le destin est cause de mes actes, comment pourrais-je en être tenu pour responsable ? « Si tout arrive par le destin, (…) ni les éloges ni les blâmes ni les honneurs ni les supplices ne sont justes » (ibid, XVII). Dans le système du stoïcisme, l’assassin ne pourrait-il s’exclamer, à l’instar de certains des héros d’Homère ou de la tragédie grecque : « Le coupable, ce n’est pas moi, mais Zeus et le destin, qui m’ont déterminé à agir ainsi. » ? Tel est le sens de ce que Dom David Amand nommait, en 1945, « l’argumentation morale antifataliste », objection constamment opposée aux stoïciens.

#### Réponses de Chrysippe à ces arguments antifatalistes
Le plus important théoricien de l’école stoïcienne, Chrysippe, s’efforça de répondre à ces arguments pour établir la validité de son fatalisme. Ces arguments sont résumés dans le Traité du destin de Cicéron.

##### La distinction entre causes externes et causes internes
L’universalité du destin n’exclut pas l’action humaine : il l’intègre au sein de ses causalités. Entrelacement universel des causes, le fatum stoicum coordonne en effet deux types de causes, « auxiliaires et prochaines » (c.-à-d., procatarctiques) et « parfaites et principales » (i.e., synectiques), dans l'unité d'un système.
Les causes procatarctiques désignent l'ensemble des facteurs extrinsèques, circonstances et événements qui affectent l'homme : elles représentent le donné fatal de l'existence, la part de nécessité à laquelle il doit se résigner. Mais si ces causes externes déterminent l'homme à réagir et à prendre position, elles ne déterminent pas la nature de sa réaction qui dépend de facteurs intrinsèques : la spontanéité de son caractère agissant au titre de cause synectique, « parfaite et principale ».
Dans le Traité du destin de Cicéron, Chrysippe illustre ce distinguo par un exemple emprunté à la physique : le « cône » et le « cylindre ». Ces solides ont beau subir le même choc, ils décrivent des trajectoires différentes, l'un tournoyant et l'autre roulant dans la direction imprimée par l'impulsion. Le choc extérieur détermine le corps à se mettre en mouvement mais elle ne détermine pas la nature de son mouvement, qui ne dépend que de la forme constitutive de son essence.
Le point essentiel de cette théorie est que le mouvement du corps trouve sa raison déterminante à l'intérieur de lui-même, et non dans l'impulsion qu'il reçoit. Or, le devenir existentiel est comparable au mouvement physique. Les individus différents réagissent différemment aux mêmes événements, preuve qu'ils sont la cause principale ou synectique de leur devenir. Les représentations sensibles ne déterminent pas leur réaction, qui ressortit aux seuls jugements, fous ou sages, qu'ils portent sur les événements qui les affectent. C'est dire que l'individu échappe à la nécessité en tant qu'il réagit à l'impulsion du destin en fonction de sa nature propre. Le fatum stoicum est personnalisé par l'individualité de chacun. Loin de faire violence aux hommes, il suppose leur spontanéité : il ne détermine pas leur destin indépendamment de leur nature. Trouvant la cause principale de leurs actes à l'intérieur d'eux-mêmes, ils peuvent légitimement en être tenus pour responsables : ils ne sauraient imputer au destin ce dont ils sont le principe.

##### La liberté au sein dufatum
Le stoïcisme maintient ainsi la liberté de l’homme en tant qu’être rationnel. Si je ne puis rien modifier aux événements qui m’affectent, je suis cependant le maître de la manière dont je les accueille et dont j’y réagis. Le dieu m’a laissé la jouissance de l’essentiel : le bon usage de ma raison. Le cylindre ne se déplace pas comme le cône, et le fou ne réagit pas comme le sage : il ne tient qu’à moi et à ma pratique de la philosophie de perfectionner ma raison pour porter des jugements sains sur le monde qui m’entoure. Mais si Chrysippe s’efforça de concilier le fatum stoicum avec l’action et la moralité, sa réponse ne fut guère entendue par les adversaires du stoïcisme, qui, jusqu’à la fin de l’Antiquité ne cessèrent de ressasser les mêmes objections à l’encontre de cette école.

## Le fatalisme moderne

### Le fatalisme des matérialistes français

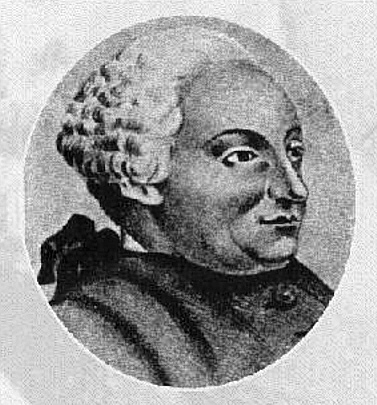
Paul Henri Dietrich, baron d'Holbach

Le fatalisme connut un renouveau au siècle des Lumières, avec des philosophies matérialistes inspirées du déterminisme spinoziste dont La Mettrie, d'Holbach sont les plus éminents représentants.
Les contemporains (l’abbé Pluquet, Le Guay de Prémontval ou Lelarge de Lignac) ont nommé « fatalisme moderne » ce courant de pensée pour le distinguer du « fatalisme ancien » des stoïciens. Alors que, chez les stoïciens, l'enchaînement des causes était la manifestation de l'intelligence prévoyante de la divinité, dans ce nouveau fatalisme, la succession des événements n'obéit qu'à une nécessité purement matérielle. D'Holbach, dans son Système de la nature, décrit le cours du monde comme résultant de façon inévitable et prédictible du détail infime des causes matérielles.
L'article "fatalité" que l'abbé Morellet écrit pour l'Encyclopédie ou Dictionnaire raisonné des sciences, des arts et des métiers (1751-1780), de D'Alembert et Diderot, ne fait référence qu'à des relations causales naturelles, ce qui correspond à ce que l'on désignera au siècle suivant par le terme "déterminisme".
Une différence fondamentale entre les deux courants tient à la radicalité du nécessitarisme des modernes : pour La Mettrie, d’Holbach, je ne suis pas le maître de mes jugements et de mes volontés, qui sont déterminés par mon caractère inné et par les modifications subies lors de mon éducation.
Si le fatalisme exclut toute liberté, comment fonder conceptuellement la responsabilité pénale et morale de l’homme ?

### Objection contre le fatalisme moderne: le fondement de la responsabilité
Hérité des controverses de l’Antiquité, l’argument moral antifataliste fut bien sûr opposé aux fatalistes modernes.
Cette doctrine juge que l’homme est déterminé par toutes sortes de causes. Or, parmi ces causes figurent notamment les châtiments et les récompenses, qui « modifient » l’homme en le déterminant à respecter les lois et l’ordre social.
Mais n'est-il pas criminel d’exécuter un pauvre hère déterminé au crime par son hérédité ou par sa mauvaise éducation ? La réponse des fatalistes modernes est que le châtiment est la légitime défense de la société, moyen nécessaire du maintien de l’ordre public. Force est d’exécuter ceux que le châtiment n’a pas détournés du crime. Le baron d’Holbach l'affirme dans le Système de la nature au chapitre intitulé « Examen de l'opinion qui prétend que le système du fatalisme est dangereux » :

« Si la société a le droit de se conserver, elle a droit d'en prendre les moyens ; ces moyens sont les lois, qui présentent aux volontés des hommes les motifs les plus propres à les détourner des actions nuisibles. Ces motifs ne peuvent-ils rien sur eux ? la société, pour son propre bien, est forcée de leur ôter le pouvoir de lui nuire. »

Le fatalisme moderne justifie ainsi le châtiment par sa valeur dissuasive autant que défensive. Il va même jusqu'à renverser l'objection pour l'opposer aux partisans du libre arbitre : si l'homme était radicalement libre, il aurait la capacité de ne pas être modifié par la loi, les châtiments et les récompenses. La thèse du libre arbitre aurait pour conséquence l'anéantissement de toute loi : seul le fatalisme permet le maintien de l'ordre social.